# SM U-60 (1916)
SM U-60 – niemiecki okręt podwodny typu U-57 zbudowany w AG Weser w Bremie w latach 1914-1916. Wodowany 22 lipca 1916 roku, wszedł do służby w Cesarskiej Marynarce Wojennej 1 listopada 1916 roku. Służbę rozpoczął 1 listopada 1916, a jego dowódcą został kapitan Karl Georg Schuster. U-60 w czasie dziesięciu patroli zatopił 52 statki o łącznej pojemności 107 640 BRT oraz trzy uszkodził. 13 stycznia 1917 roku został przydzielony do II Flotylli.
W czasie pierwszego patrolu 4 lutego 1917 roku, na Morzu Celtyckim, około 2 mil od Rosscarbery w Irlandii, U-60 zatopił brytyjski statek parowy SS „Ghazee” o pojemności 5084 BRT, który płynął z Cardiff do Port Sudanu z ładunkiem węgla. 
27 czerwca 1917 roku U-60 zatopił swój największy statek – brytyjski parowiec SS „Armadale”. Statek płynął po Morzu Północnym z ładunkiem żołnierzy oraz zaopatrzenia z Manchesteru do Salonik. 160 mil na północny zachód od wyspy Tory u północnych wybrzeży Irlandii został zaatakowany, w wyniku czego zginęły 3 osoby. Karl Georg Schuster został zastąpiony przez kapitana Karla Jaspera, który z kolei 21 listopada 1917 roku został zmieniony przez Franza Grünerta.
Jako nowy dowódca U-60 Grünert odniósł pierwsze zwycięstwo 11 grudnia 1917 roku. Pod jego dowództwem U-60 zatopił norweski statek parowy Bard płynący z Glasgow do Hennebont z ładunkiem węgla. 
21 listopada 1918 roku Grünert poddał okręt Royal Navy. U-60 został zezłomowany w 1921 roku.